# Alejandro Burzaco
Alejandro Burzaco (Buenos Aires, 30 de juny de 1964) és un empresari argentí, expresident i exconseller delegat de l'empresa Torneos, abans coneguda com a Torneos y Competencias (TyC), una de les productores de continguts per a canals esportius més importants de l'Argentina i de l'Amèrica Llatina.

## Trajectòria
Alejandro Burzaco controlava els canals de cable més importants de la televisió argentina i hi distribuïa moltes hores de programació esportiva. L'empresa Torneos era la propietària dels drets de transmissió de la Copa Amèrica, la Copa Sud-americana, el Mundial de Clubs, la Copa Libertadores i de les eliminatòries sud-americanes i els amistosos internacionals de la selecció argentina.
També comercialitzava, per a països tercers, els drets d'imatge del campionat argentí. L'estreta relació que mantenia amb el president de l'Associació del Futbol Argentí (AFA), Julio Grondona, li facilitava un control gairebé absolut del negoci al voltant del futbol.

## Fifagate
El 27 de maig de 2015, Alejandro Burzaco va evitar ser detingut per la policia suïssa a l'hotel Baur au Lac de Zúric (Suïssa), en el marc de les investigacions liderades pel Departament de Justícia dels Estats Units en el denominat cas de corrupció conegut com a Cas Fifagate. Burzaco, que també tenia la nacionalitat italiana, va fugir cap a Itàlia. La interpol el va posar en recerca i captura i, tretze dies després, es va lliurar a la policia de la ciutat de Bozen. Va quedar en arrest domiciliari a l'espera de la seva extradició.
El juliol de 2015, va ser extradit als Estats Units, es va declarar culpable davant la cort federal de Nova York, va pagar una multa de més de 20 milions de dòlars i va quedar en llibertat sota arrest domiciliari. Burzaco va admetre haver pagat desenes de milions de dòlars a dirigents de la Confederació Sud-americana de Futbol (CONMEBOL) i de la Federació Internacional de Futbol Associació (FIFA), i als organitzadors de diversos partits amistosos i dels tornejos futbolístics més importants.
El juny de 2015, l'empresa Torneos va destituir Burzaco com a president i conseller delegat. Torneos va acordar amb la justícia nord-americana el pagament de 112,8 milions de dòlars i la seva exoneració a canvi de la cooperació plena i substancial en les investigacions.
El febrer de 2017 va quedar en llibertat, amb mobilitat restringida a l'àrea de Nova York, després de pagar un fiança de 10 milions de dòlars. El seu judici, inicialment previst per la fi de 2017, ha patit diversos ajornaments. La sentència definitiva, que estava programada pel 21 de febrer de 2019, va ser ajornada sis mesos més. El juliol de 2019, a petició dels advocats de Burzaco, la jutgessa Pamela K. Chen va accedir a l'ajornament de la sentència per sis mesos més tot fixant com a nova data el 20 de febrer de 2020 que, posteriorment, va ser posposada fins al 20 d'agost de 2020.
Alejandro Burzaco també és conegut per ser el germà d'Eugenio Burzaco que, el desembre de 2015, va ser nomenat pel president de la República Argentina, Mauricio Macri, Secretari de Seguretat del Ministerio de Seguridad de la Nación Argentina.